# Campionato europeo femminile under 19 di pallavolo 1998
Il Campionato europeo femminile under 19 di pallavolo 1998 si è svolto dal 22 al 30 agosto 1998 a Ottignies-Louvain-la-Neuve e Vilvoorde, in Belgio. Al torneo hanno partecipato 12 squadre nazionali europee e la vittoria finale è andata per la seconda volta consecutiva all'Italia.

## Qualificazioni
Hanno partecipato al campionato europeo juniores la nazionale del paese ospitante, le prime tre squadre classificate al campionato europeo juniores 1996 e otto squadre provenienti dai gironi di qualificazioni.

## Gironi
Dopo la prima fase a gironi, le prime due classificate di ogni girone hanno acceduto alle semifinali per il primo posto, la terza e la quarta classificata di ogni girone hanno acceduto alle semifinali per il quinto posto e le ultime due classificate di ogni girone hanno acceduto alle semifinali per il nono posto.
| Girone A                                             | Girone B                                           |
| ---------------------------------------------------- | -------------------------------------------------- |
| Germania Jugoslavia Polonia Rep. Ceca Russia Turchia | Belgio Bulgaria Croazia Francia Italia Paesi Bassi |

## Fase finale

### Finali 1º e 3º posto
|  | Semifinali | Semifinali | Semifinali |        |        | 1º/2º posto | 1º/2º posto | 1º/2º posto |  |
|  |            |            |            |        |        |             |             |             |  |
|  | Italia     | Italia     | 3          |        |        |             |             |             |  |
|  | Italia     | Italia     | 3          |        |        |             |             |             |  |
|  | Rep. Ceca  | Rep. Ceca  | 1          |        |        |             |             |             |  |
|  | Rep. Ceca  | Rep. Ceca  | 1          |        | Italia | Italia      | 3           |             |  |
|  |            |            |            |        | Italia | Italia      | 3           |             |  |
|  |            |            | Russia     | Russia | 1      |             |             |             |  |
|  | Russia     | Russia     | Russia     | Russia | 1      | 3           |             |             |  |
|  | Russia     | Russia     |            |        |        | 3           |             |             |  |
|  | Belgio     | Belgio     | 0          |        |        | 3º/4º posto | 3º/4º posto | 3º/4º posto |  |
|  | Belgio     | Belgio     | 0          |        |        |             |             |             |  |
|  |            |            |            |        |        |             |             |             |  |
|  |            |            |            |        |        | Rep. Ceca   | Rep. Ceca   | 3           |  |
|  |            |            |            |        |        | Rep. Ceca   | Rep. Ceca   | 3           |  |
|  |            |            |            |        |        | Belgio      | Belgio      | 1           |  |

### Finali 5º e 7º posto
|  | Semifinali  | Semifinali  | Semifinali |         |            | 5º/6º posto | 5º/6º posto | 5º/6º posto |  |
|  |             |             |            |         |            |             |             |             |  |
|  | Polonia     | Polonia     | 3          |         |            |             |             |             |  |
|  | Polonia     | Polonia     | 3          |         |            |             |             |             |  |
|  | Croazia     | Croazia     | 2          |         |            |             |             |             |  |
|  | Croazia     | Croazia     | 2          |         | Jugoslavia | Jugoslavia  | 2           |             |  |
|  |             |             |            |         | Jugoslavia | Jugoslavia  | 2           |             |  |
|  |             |             | Polonia    | Polonia | 3          |             |             |             |  |
|  | Jugoslavia  | Jugoslavia  | Polonia    | Polonia | 3          | 3           |             |             |  |
|  | Jugoslavia  | Jugoslavia  |            |         |            | 3           |             |             |  |
|  | Paesi Bassi | Paesi Bassi | 1          |         |            | 7º/8º posto | 7º/8º posto | 7º/8º posto |  |
|  | Paesi Bassi | Paesi Bassi | 1          |         |            |             |             |             |  |
|  |             |             |            |         |            |             |             |             |  |
|  |             |             |            |         |            | Croazia     | Croazia     | 3           |  |
|  |             |             |            |         |            | Croazia     | Croazia     | 3           |  |
|  |             |             |            |         |            | Paesi Bassi | Paesi Bassi | 1           |  |

### Finali 9º e 11º posto
|  | Semifinali | Semifinali | Semifinali |         |         | 9º/10º posto  | 9º/10º posto  | 9º/10º posto  |  |
|  |            |            |            |         |         |               |               |               |  |
|  | Francia    | Francia    | 3          |         |         |               |               |               |  |
|  | Francia    | Francia    | 3          |         |         |               |               |               |  |
|  | Germania   | Germania   | 2          |         |         |               |               |               |  |
|  | Germania   | Germania   | 2          |         | Francia | Francia       | 2             |               |  |
|  |            |            |            |         | Francia | Francia       | 2             |               |  |
|  |            |            | Turchia    | Turchia | 3       |               |               |               |  |
|  | Turchia    | Turchia    | Turchia    | Turchia | 3       | 3             |               |               |  |
|  | Turchia    | Turchia    |            |         |         | 3             |               |               |  |
|  | Bulgaria   | Bulgaria   | 2          |         |         | 11º/12º posto | 11º/12º posto | 11º/12º posto |  |
|  | Bulgaria   | Bulgaria   | 2          |         |         |               |               |               |  |
|  |            |            |            |         |         |               |               |               |  |
|  |            |            |            |         |         | Germania      | Germania      | 3             |  |
|  |            |            |            |         |         | Germania      | Germania      | 3             |  |
|  |            |            |            |         |         | Bulgaria      | Bulgaria      | 2             |  |

## Classifica finale
| Classifica | Squadre     | Qualificazione                   |
| ---------- | ----------- | -------------------------------- |
|            | Italia      | Campionato europeo juniores 2000 |
|            | Russia      | Campionato europeo juniores 2000 |
|            | Rep. Ceca   | Campionato europeo juniores 2000 |
| 4          | Belgio      |                                  |
| 5          | Polonia     |                                  |
| 6          | Jugoslavia  |                                  |
| 7          | Croazia     |                                  |
| 8          | Paesi Bassi |                                  |
| 9          | Turchia     |                                  |
| 10         | Francia     |                                  |
| 11         | Germania    |                                  |
| 12         | Bulgaria    |                                  |